# تلمبه اصغر تقی‌زاده
تلمبه اصغر تقی‌زاده یک منطقهٔ مسکونی در ایران است که در دهستان جویم واقع شده‌است. تلمبه اصغر تقی‌زاده ۱۰ نفر جمعیت دارد.